# Delta Force
O 1st Special Forces Operational Detachment-Delta (1st SFOD-D), também conhecido como Delta Force, Combat Applications Group (CAG), Army Compartmented Element (ACE), ou dentro do Joint Special Operations Command (JSOC) como Task Force Green é uma força de operações especiais do Exército dos Estados Unidos, sob controle operacional do JSOC. As missões da unidade envolvem principalmente contraterrorismo, resgate de reféns, ação direta e reconhecimento especial, muitas vezes contra alvos de alto valor (High-Value Target (HVT)).
A Delta Force, juntamente com seus homólogos da Marinha, DEVGRU; e da Força Aérea, 24th Special Tactics Squadron, são as unidades de missão especial de nível um das Forças Armadas dos Estados Unidos, encarregadas de realizar as missões mais complexas, secretas e perigosas dirigidas pelo Presidente dos Estados Unidos e pelo Secretário de Defesa dos Estados Unidos.
A maioria dos operadores da Delta Force são selecionados no 75th Ranger Regiment e Forças Especiais do Exército dos Estados Unidos, embora a seleção esteja aberta a outras unidades de operações especiais e forças convencionais em todo o Exército e, às vezes, em outros ramos militares.

## História

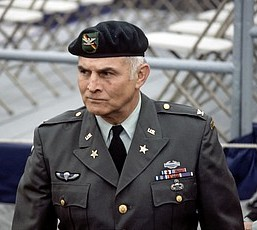
Fundador da Delta Force Charlie Alvin Beckwith em 1980.

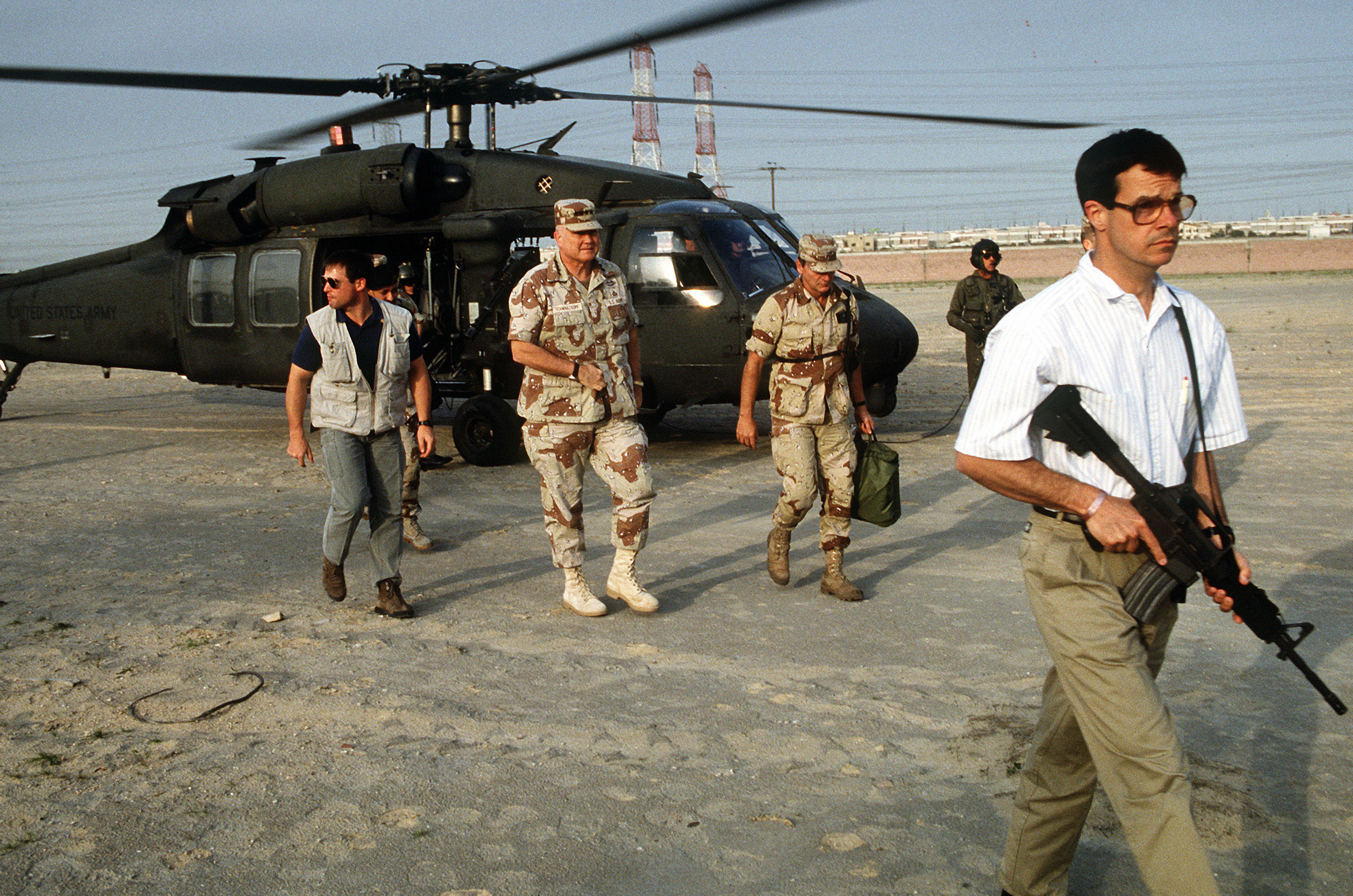
Guarda-costas da Delta Force em roupas civis fornecendo proteção ao General Norman Schwarzkopf durante a Guerra do Golfo, 1991.

A Delta Force foi criada em 1977, depois que vários incidentes terroristas bem divulgados levaram o Governo dos Estados Unidos a desenvolver uma unidade antiterrorista em tempo integral.
Principais figuras militares e governamentais já haviam sido informadas sobre este tipo de unidade no início da década de 1960. Charlie Beckwith, oficial das Forças Especiais do Exército dos Estados Unidos (Boinas Verdes) e veterano da Guerra do Vietnã, serviu como oficial de intercâmbio no 22nd Special Air Service (SAS) do Exército Britânico durante a Emergência Malaia. No seu regresso, Beckwith apresentou um relatório detalhado destacando a vulnerabilidade do Exército dos Estados Unidos por não ter uma unidade do tipo SAS. As Forças Especiais do Exército dos EUA naquele período concentraram-se na guerra não convencional, fornecendo treinamento e cuidados médicos aos combatentes da resistência indígena, mas Beckwith reconheceu a necessidade de "não apenas uma força de professores, mas uma força de executores". Ele imaginou pequenas equipes altamente adaptáveis e completamente autônomas, com uma ampla gama de habilidades especiais para ações diretas e missões antiterroristas. Ele informou figuras militares e governamentais, que resistiram à criação de uma nova unidade fora das Forças Especiais ou à mudança dos métodos existentes.
Finalmente, em meados da década de 1970, à medida que a ameaça do terrorismo crescia, os líderes seniores do Pentágono e do Exército nomearam Beckwith para formar a unidade. Beckwith estimou que levaria 24 meses para preparar a missão de sua nova unidade. A estimativa de Beckwith veio de uma conversa que ele teve anteriormente com o Brigadeiro John Watts enquanto estava na Inglaterra em 1976. Watts deixou claro a Beckwith que levaria dezoito meses para construir um esquadrão, mas o aconselhou a dizer aos líderes do Exército que levaria dois anos e a não "deixar ninguém falar (com ele) sobre isso". Para justificar por que seriam necessários dois anos para construir a Delta, Beckwith e sua equipe redigiram o que apelidaram de "Robert Redford Paper", que delineou suas necessidades e precedentes históricos para um processo de seleção/avaliação em quatro fases.
A Delta Force foi criada em 19 de novembro de 1977, por Beckwith e o Coronel Thomas Henry. Nesse ínterim, o Coronel Bob Black Gloves Mountel, do 5th Special Forces Group, criou uma unidade "para romper a lacuna de curto prazo" que existia até que a Delta estivesse pronta, apelidada de Blue Light. Os membros iniciais da unidade foram selecionados entre voluntários e submetidos a um processo de seleção especializado no início de 1978, envolvendo uma série de problemas de navegação terrestre em terrenos montanhosos enquanto carregavam peso crescente. O objetivo era testar a resistência, disposição para suportar e determinação mental dos candidatos. O primeiro curso de treinamento durou de abril a setembro de 1978. A Delta Force foi certificada como totalmente capaz de missão no outono de 1979, pouco antes da crise dos reféns americanos no Irã.
Em 4 de novembro de 1979, 52 diplomatas e cidadãos americanos foram capturados e mantidos na embaixada dos EUA em Teerã, no Irã. A Delta Force foi encarregada de planejar e executar a Operação Eagle Claw, o esforço para recuperar à força os reféns da embaixada nas noites de 24 e 25 de abril de 1980. A operação foi abortada devido a falhas no helicóptero. A comissão de revisão que examinou a falha encontrou 23 problemas com a operação, entre eles condições climáticas inesperadas encontradas pela aeronave, problemas de comando e controle entre os comandantes do componente multi-serviços, uma colisão entre um helicóptero e um avião-tanque de reabastecimento em solo, e problemas mecânicos que reduziram o número de helicópteros disponíveis de oito para cinco (um a menos que o mínimo desejado) antes que o contingente da missão pudesse deixar o local de transporte/reabastecimento.
Após a operação fracassada, o governo dos EUA percebeu que eram necessárias mais mudanças. O 160th Special Operations Aviation Regiment (Airborne), também conhecido como "Night Stalkers", foi criado para operações especiais que requerem apoio aéreo. O SEAL Team Six da Marinha dos Estados Unidos, uma encarnação anterior do atual Naval Special Warfare Development Group (DEVGRU), foi criado para operações marítimas de contraterrorismo. O Joint Special Operations Command (JSOC) foi criado para comandar e controlar as diversas unidades militares de combate ao terrorismo.

## Nome
Em um artigo de 2010, Marc Ambinder relatou que a Army Compartmented Elements (ACE) era um novo nome falso para Delta Force. No entanto, Ambinder posteriormente escreveu um e-book sobre o JSOC no qual relatou que o ACE são uma unidade diferente da Delta.
Em janeiro de 2022 foi noticiado que o nome da unidade pode ter sido alterado recentemente para 3rd Operational Support Group.

## Organização e estrutura
A unidade está sob a organização do U.S. Army Special Operations Command (USASOC), mas é controlada pelo Joint Special Operations Command (JSOC). O comando do 1st SFOD-D é um alojamento do coronel. Praticamente todas as informações sobre a unidade são altamente confidenciais e os detalhes sobre missões ou operações específicas geralmente não estão disponíveis publicamente. A unidade está sediada em Fort Liberty, Carolina do Norte.
A estrutura da Delta Force é semelhante ao Regimento Britânico 22 SAS, que inspirou a formação da Delta. Em Not a Good Day to Die: The Untold Story of Operation Anaconda, o redator do Army Times, Sean Naylor, descreve a Delta como tendo, na época (em 2001), quase 1.000 soldados, dos quais cerca de 250 a 300 são treinados para conduzir ação direta. e operações de resgate de reféns. O restante é pessoal de apoio ao combate e de serviço que está entre os melhores em suas áreas.
Naylor detalha mais detalhadamente a estrutura da Delta Force em seu livro Relentless Strike: The Secret History of Joint Special Operations Command. Descreve algumas formações no Delta, principalmente os seguintes esquadrões operacionais:
- A Squadron (Assalto);
- B Squadron (Assalto);
- C Squadron (Assalto);
- D Squadron (Assalto);
- E Squadron (Aviação);
- G Squadron (Advanced Force Operations (AFO), anteriormente conhecido como Operational Support Troop (OST));
- Signal Squadron;
- Combat Support Squadron;
- Computer Network Operations Squadron (CNOS);
- Tactical Evaluation and Operational Research Squadron (TEOR);
- Selection and Training Squadron.

Os Squadrons A, B, C e D são esquadrões de assalto. O C Squadron foi ativado em 1990 e o D Squadron em 2006. O Combat Support Squadron foi ativado em 2005. O E Squadron foi ativado em 1989 e está locado separadamente em Fort Eustis, Virgínia, onde é conhecido como Aviation Technology Office. Um precursor anterior da unidade era conhecido como SeaSpray.
Dentro de cada esquadrão existem três tropas: duas tropas de assalto para ação direta e uma tropa de reconhecimento e vigilância. Cada esquadrão é comandado por um Tenente-coronel (O-5) e as tropas são lideradas por Majores (O-4). Cada tropa possui quatro equipes, cada uma liderada por um líder de equipe, um Sargento Mestre (E-8) ou Sargento de Primeira Classe (E-7), e um líder assistente de equipe que também pode ter a mesma patente. Cada equipe pode ter até doze ou apenas um ou dois operadores.

### Recrutamento
Desde a década de 1990, o Exército publica avisos de recrutamento para o 1st SFOD-D. O Exército, no entanto, nunca divulgou uma ficha técnica oficial para a força de elite. Os avisos de recrutamento no jornal de Fort Bragg, Paraglide, referem-se à Delta Force pelo nome e rotulam-na "...a unidade de operações especiais do Exército dos EUA organizada para a condução de missões que exigem resposta rápida com aplicação cirúrgica de uma ampla variedade de habilidades únicas de operações especiais..." O edital estabelece que os candidatos devem ser do sexo masculino, da série E-4 a E-8, ter pelo menos dois anos e meio de serviço restantes no alistamento, ter 22 anos ou mais e possuir Armed Services Vocational Aptitude Battery GT igual ou superior a 110 para participar de um briefing a ser considerado para admissão. Os candidatos devem ser qualificados para voar ou ser voluntários para treinamento aerotransportado. Os candidatos a oficiais precisam ser O-3 ou O-4. Todos os candidatos devem ser elegíveis para um nível de habilitação de segurança "Secret" e não ter sido condenados por corte marcial ou ter ação disciplinar anotada em seu arquivo oficial de pessoal militar, de acordo com as disposições do Artigo 15 do Uniform Code of Military Justice.
Em 29 de junho de 2006, durante uma sessão do Committee on Armed Services, o General Wayne Downing testemunhou perante a Câmara dos Representantes dos Estados Unidos que "[a] Delta Force é provavelmente composta por 70 por cento de Rangers que saíram de uma trilha de Ranger para as Forças Especiais ou diretamente do Regimento de Rangers para Delta".

### Processo seletivo
A seleção é realizada duas vezes por ano (março a abril e setembro a outubro) em Camp Dawson, Virgínia Ocidental, e dura 4 semanas. O livro de Eric Haney, Inside Delta Force, descreveu em detalhes o curso de seleção e seu início. Haney escreveu que o curso começou com testes padrão, incluindo flexões, abdominais e uma corrida de 3,2 km, um crawl invertido e uma natação de 110 jardas (330 pés; 100 m) totalmente vestido. Os candidatos foram então submetidos a uma série de cursos de navegação terrestre, um dos quais exigia que viajassem 18 milhas (29 km) à noite carregando uma mochila de 40 libras (18 kg). A cada desafio sucessivo, a distância a percorrer e o peso da mochila aumentam, ao mesmo tempo que é atribuído menos tempo. O desafio final foi uma marcha de 40 milhas (64 km) com uma mochila de 45 libras (20 kg) em terreno acidentado que teve que ser concluída em um período de tempo desconhecido; isso também era coloquialmente conhecido como "The Long Walk". Haney escreveu que apenas o oficial superior e o suboficial encarregado da seleção tinham permissão para ver os limites de tempo estabelecidos, mas todas as tarefas e condições de avaliação e seleção foram definidas pelo quadro de treinamento da Delta.
A parte mental do teste começa com vários exames psicológicos. Cada candidato é chamado para enfrentar um conselho de instrutores Delta, psicólogos da unidade e o comandante Delta, que faz ao candidato uma série de perguntas e depois disseca cada resposta e maneirismo para exaurir o candidato mentalmente. O comandante então aborda o candidato e informa se ele foi selecionado. Aqueles que passaram no processo de triagem passaram por um intenso Operator Training Course (OTC) com duração de seis meses, aprender técnicas de combate ao terrorismo e contraespionagem e treinamento com armas de fogo e outras armas. Os participantes tiveram muito pouco contato com amigos e familiares durante o período.
Em entrevista, o ex-operador da Delta, Paul Howe, mencionou a alta taxa de evasão do curso de seleção da Delta. Ele disse que de suas duas turmas de 120 candidatos cada, 12 a 14 completaram a seleção.
O secreto Special Activities Center (SAC) da Central Intelligence Agency (CIA) e, mais especificamente, o seu Special Operations Group (SOG), trabalha frequentemente com – e recruta – ex-operadores da Força Delta.

### Treinamento
Segundo Eric Haney, o Operator Training Course da unidade dura aproximadamente seis meses. Embora o curso esteja em constante mudança, as habilidades ensinadas de forma ampla incluem o seguinte:
- Pontaria
  - Os candidatos atiram sem mirar em alvos estacionários de perto até obterem precisão quase completa e, em seguida, progridem para alvos móveis;
  - Depois que essas habilidades de tiro são aperfeiçoadas, os candidatos vão para uma casa de tiro e limpam as salas dos alvos "inimigos" - primeiro apenas um, depois dois de cada vez, três e, finalmente, quatro. Quando todos conseguem demonstrar habilidade suficiente, “reféns” são adicionados à mistura.
- Demolições e Violações
  - Os candidatos aprendem a abrir muitas fechaduras diferentes, incluindo as de carros e cofres;
  - Demolição avançada e fabricação de bombas usando materiais comuns.
- Habilidades combinadas. O FBI, a Federal Aviation Administration (FAA) e outras agências foram usados para aconselhar o treinamento desta parte do OTC.
  - Os novos operadores da Delta usam demolição e pontaria na casa de tiro e em outras instalações de treinamento para treinar operações de reféns e antiterroristas, com tropas de assalto e atiradores trabalhando juntas. Eles praticam situações terroristas ou com reféns em edifícios, aeronaves e outros ambientes;
  - Todos os candidatos aprendem como definir posições de atiradores em torno de um prédio contendo reféns. Eles aprendem as formas adequadas de montar um Tactical Operations Center (TOC) e se comunicar de forma organizada. Embora a Delta tenha tropas especializadas em atiradores, todos os membros passam por esse treinamento;
  - Os alunos então voltam para a casa de tiro e os "reféns" são substituídos por outros estudantes e membros da Delta Force. Sabe-se que munição real foi usada nesses exercícios, para testar os alunos e construir confiança entre eles.[52]
- Espionagem. Durante a criação dos primeiros OTCs e Delta, o pessoal da CIA foi usado para ensinar esta parte.
  - Os alunos aprendem diferentes habilidades relacionadas à espionagem, como Dead drop, encontros breves, pickups, sinais de carga e descarga, sinais de perigo e segurança, vigilância e contravigilância.
- Proteção Executiva. Durante os primeiros OTCs e a criação da Delta, o Diplomatic Security Service do Departamento de Estado dos Estados Unidos e o United States Secret Service aconselharam a Delta.
  - Os alunos fazem um curso avançado de direção para aprender a usar um veículo ou vários veículos como armas defensivas e ofensivas;
  - Eles então aprendem técnicas de proteção VIP e diplomática desenvolvidas pelo Serviço Secreto e pelo DSS.
- Exercício de Culminação
  - Um teste final exige que os alunos apliquem e adaptem dinamicamente todas as habilidades que aprenderam.

A Delta Force treina com outras unidades de operações especiais estrangeiras para melhorar as táticas e aumentar o relacionamento com elas, incluindo o australiano Special Air Service Regiment, o britânico Special Air Service e a Joint Task Force 2 do Canadá.

## Segredo
O Departamento de Defesa dos Estados Unidos controla rigorosamente as informações sobre a Delta Force e geralmente se recusa a comentar publicamente sobre a unidade altamente secreta e suas atividades, a menos que a unidade faça parte de uma operação importante ou um membro da unidade tenha sido morto. Os operadores Delta recebem uma enorme flexibilidade e autonomia durante operações militares no exterior. Estilos de cabelo e pêlos faciais civis são permitidos para permitir que os membros se misturem e evitem o reconhecimento como militares.

## Uso do termo "Operador"

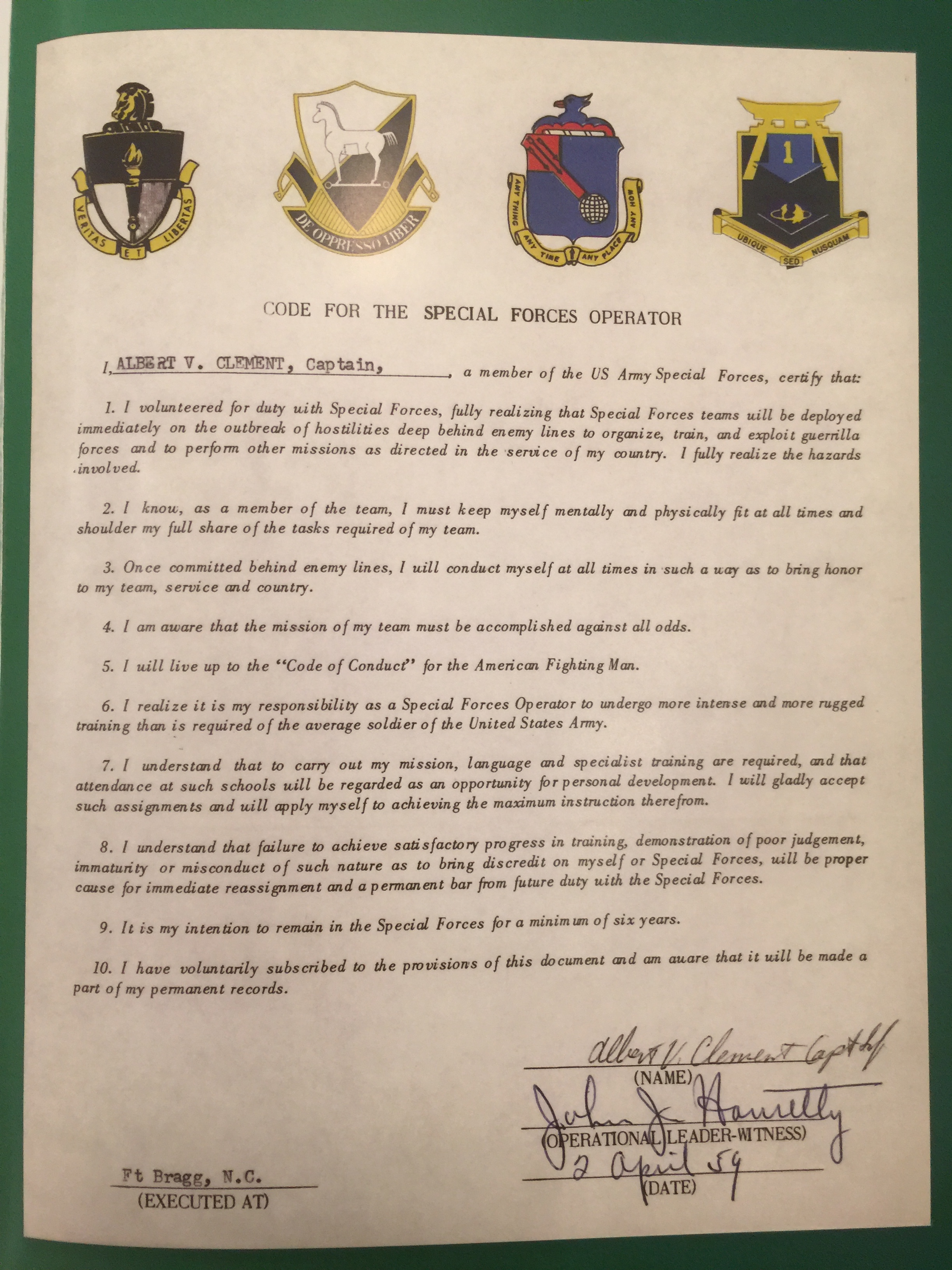
"Código do Operador das Forças Especiais", 1959. Este exemplo é anterior a Delta.

Em Veritas: Journal of Army Special Operations History, Charles H. Briscoe afirma que as "Forças Especiais do Exército não se apropriaram indevidamente da denominação. Sem o conhecimento da maioria dos membros da comunidade da Army Special Operations Force (ARSOF), esse apelido foi adotado pelas Forças Especiais em meados da década de 1950." Ele prossegue afirmando que todos os alistados e oficiais qualificados das Forças Especiais tiveram que "subscrever voluntariamente as disposições do Code of the Special Forces Operator e comprometer-se com seus princípios por meio de assinatura testemunhada". Isso é anterior a todas as outras unidades de operações especiais que atualmente usam o operador de termo/título.
Dentro da comunidade de Operações Especiais dos Estados Unidos, um operador é um membro da Delta Force que concluiu a seleção e se formou no Operators Training Course (OTC). O termo Operador foi usado pela Delta Force para distinguir entre pessoal operacional e não operacional designado para a unidade.

## Operações e operações clandestinas

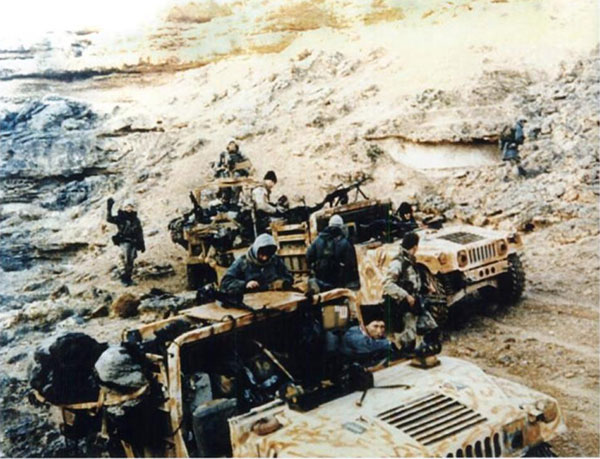
Soldados da Delta Force, retratados atrás das linhas iraquianas durante a Guerra do Golfo de 1991

A maioria das operações atribuídas à Delta são confidenciais, mas alguns detalhes tornaram-se de conhecimento público. Pelo serviço prestado durante a Operação Urgent Fury, a invasão de Granada pelos Estados Unidos, a Delta recebeu o Joint Meritorious Unit Award.  A unidade recebeu o Valorous Unit Award por heroísmo extraordinário durante a missão de resgate de reféns da Prisão Modelo e a captura de Manuel Noriega em dezembro de 1989 durante a *Operação Just Cause no Panamá. Os operadores do 1st SFOD-D do C Squadron também estiveram envolvidos na Operação Gothic Serpent na Somália.
Durante a Operação Enduring Freedom e a Operação Iraqi Freedom, o 1st SFOD-D recebeu a Citação Presidencial de Unidade para operações de combate no Afeganistão de 4 de outubro de 2001 a 15 de março de 2002 e no Iraque de 19 de março de 2003 a 13 de dezembro de 2003.
Em 26 de outubro de 2019, operadores da Delta acompanhados por membros do 75th Ranger Regiment conduziram uma incursão ao complexo do líder do Estado Islâmico, Abu Bakr al-Baghdadi, levando à sua morte.